# Такахаси, Аки
Аки Такахаси (яп. 高橋 アキ Такахаси Аки, род. 1944) — японская пианистка, одна из наиболее значительных интерпретаторов современной академической музыки. Сестра пианиста и композитора Юдзи Такахаси.

## Жизнь и творчество
Родилась в Камакуре. Учиться музыки начала в музыкальной школе при факультете музыки Токийского университета искусств. Продолжила образование, пройдя курс обучения в том же университете и окончив аспирантуру в нём. Дебютировала исполнением сочинений Тору Такэмицу, ещё учась в аспирантуре. С 1970 года начала выступать с сольными концертами. В 1972 году приобрела международную известность как исполнительница современной музыки после серии концертов в Берлине, Париже и других европейских городах. В том же году стала одним из основателей коллектива «Звуковой ковчег» (サウンド・スペース・アーク), объединившего исполнителей музыкального авангарда.
В 1975 году вместе со своим супругом композитором Кунихару Акиямой организовала цикл концертов, приуроченных к 50-летней годовщине смерти Эрика Сати. Акция способствовала воскрешению широкого интереса к творчеству Сати в Японии и за её пределами. Впоследствии Такахаси был реализован проект издания записи всех фортепианных сочинений композитора.
В 1980 году Такахаси при содействии композитора Мортона Фелдмана была приглашена в Университет Буффало (штат Нью-Йорк), где вошла в состав членов Центра современной музыки, организованного при университете. Затем, уже в качестве участника резидентской программы там же, Такахаси с гастролями объездила США, а в 1984 некоторое время преподавала в Калифорнийском университете искусств. Начиная с 1983 года, в течение полутора десятилетий Такахаси курировала фестиваль организованный ей фестиваль новой музыки «Новый слух» (新しい耳) в городе Йокогама. В рамках фестиваля Такахаси и её единомышленниками был осуществлён целый ряд мировых и японских премьер сочинений современных композиторов.

## Репертуар
В репертуаре Такахаси произведения крупнейших современных композиторов Японии (Тору Такэмицу, Маки Исии, Тоси Итиянаги, Дзё Кондо, Сомэй Сато, Дзёдзи Юаса) и других стран (Мортон Фелдман, Джачинто Шельси, Сильвано Буссотти, Яннис Ксенакис, Джон Кейдж и многие другие). Многие из них были написаны специально для неё.

## Композиторы о Такахаси
В посвящённом музыке Такэмицу эссе Кэндзабуро Оэ «Непрерывное совершенствование» приводятся слова композитора о Такахаси: «То, что у нас есть такая исполнительница как Аки Такахаси, даёт нам силы надеяться на воплощение любого замысла». Такэмицу вторил Мортон Фелдман, подчёркивавший молитвенный характер игры Такахаси.

## Награды и премии
- Премия имени Кэндзо Накадзимы (1983)
- Музыкальная награда города Киото (1986)